# Publi Muci Escèvola (cònsol 175 aC)
Publi Muci Escèvola (en llatí: Publius Mucius Scaevola) va ser un magistrat romà del segle ii aC. Era fill de Quint Muci Escèvola, pretor l'any 215 aC, i formava part de la gens Múcia, una antiga família romana que descendia de Gai Muci Escèvola.
Va ser nomenat pretor amb el seu germà Quint Muci Escèvola l'any 179 aC i va tenir la jurisdicció urbana i la quaestio de veneficiis (investigació sobre els enverinaments) a la ciutat i a deu milles a l'entorn.
Va ser elegit cònsol l'any 175 aC junt amb Emili Lèpid. Va rebre Ligúria com a província i va combatre amb algunes tribus que havien atacat les comarques de Luna i Pisae i per la seva victòria va ser recompensat amb els honors del triomf.